# Erik Boisse
Erik Boisse, francoski sabljač, * 14. marec 1980.
Sodeloval je na sabljaškem delu poletnih olimpijskih igrah leta 2004.
Njegov oče, Philippe Boisse, je na poletnih olimpijskih igrah leta 1980 in leta 1984 osvojil tri olimpijske medalje; prav tako v épéeju.